# Vermeș
Vermeș (en hongrois : Krassóvermes) est une commune du județ de Caraș-Severin en Roumanie.